# Jamaika-Boa
Die Jamaika-Boa (Chilabothrus subflavus, Syn.: Epicrates subflavus), im engl. auch Gelbe Schlange  oder Gelbe Boa genannt, ist eine ungiftige Schlangenart der Gattung Chilabothrus innerhalb der Familie der Boas (Boidae). Es werden keine Unterarten unterschieden.

## Merkmale
Die Jamaika-Boa erreicht eine Länge von 1,5 bis 2,3 m. Die Schuppen des vorderen Teils ihres Körpers sind oliv bis gelb mit schwarzen Kanten. Der schwarze Anteil nimmt zum Körperende hin zu, formt in der Körpermitte breite schwarze Bänder und geht schließlich zu Körperende und Schwanz in ein vollständiges, irisierendes Schwarz über.
Stejneger zählte um den Körper 39 bis 45 Schuppen und 274 bis 286 Ventralschuppen (Bauchschuppen). Nach seiner Erstbeschreibung befindet sich zwischen den Ocularschilden ein einzelnes Stirnschild. Die Vorstirnschilde berühren breit die Präocularen. Labialgruben sind keine vorhanden. Die Färbung beschrieb er als blass gelb mit vielen dorsalen und lateralen Zickzack Querbändern die am Vorderkörper ziemlich unterbrochen und undeutlich, zum Hinterkörper hin deutlich gezeichnet und erweitert, so dass der Eindruck einer schwärzlichen Grundfarbe entsteht.

## Vorkommen
Die Jamaika-Boa ist ein Endemit Jamaikas und der vorgelagerten Goat Island. Die zugehörige Typlokalität ist Jamaika.

## Lebensraum und Lebensweise
Die Jamaika-Boa bewohnt Feuchtwälder und Kalksteinregionen, gilt allerdings als Substrat Generalist. Sie ist Jamaikas größter ursprünglicher bodenbewohnender Prädator. Ihre Beute besteht aus Nagetieren, Fledermäusen, Vögeln und Echsen, bei Jungtieren auch aus Fröschen. Die Art ist vivipar (lebendgebärend) und bringt pro Wurf 3 bis 39 Junge zur Welt.

## Gefährdung und Schutz
Vor der Ankunft der ersten Europäer bis zum 19. Jahrhundert war die Anzahl der Jamaika-Boa hoch, in den folgenden Jahren verschlechterte sich der Bestand dramatisch. Eingeschleppte Ratten richteten große Schäden in den Zuckerrohrfeldern an. Zu ihrer Kontrolle wurden, ohne Erfolg, fleischfressende Ameisen aus Kuba, die Aga-Kröte und der Europäische Iltis ausgesetzt. Der 1872 folgende Versuch mit dem Kleinen Mungo endete zehn Jahre später desaströs. Die Mungos hatten zwar tatsächlich einen Einfluss auf die Rattenpopulation, richteten aber auch mehrere einheimische Vogel- und Reptilienarten zugrunde und auch die Populationen der Jamaika-Boa gingen mit der Einführung drastisch zurück. Zudem zeigten Beobachtungen, dass die Jamaika-Boa durch die giftigen Sekrete der Aga-Kröte gefährdet sind. Weitere Gefährdungen sind die Nachstellungen durch Menschen, obwohl die Jamaika-Boa, zu deren Beute auch Ratten gehören, bei der Schädlingseindämmung nützlich ist. Darüber hinaus wird sie fälschlicherweise als giftig und in der stark religiösen Bevölkerung als Teufelskreatur angehen. Weitere Einflüsse sind Habitatverlust durch Siedlungsbau und Bauxit Abbau sowie Haustiere wie Hunde, Katzen und Schweine. Von der IUCN wird sie als gefährdet (VU, Vulnerable) eingestuft, allerdings fehlen dort aktuelle Daten. Sie ist im Anhang I des Washingtoner Artenschutzübereinkommen (CITES) gelistet und wird international in Nachzuchtprogrammen in Zoos vermehrt.

## Taxonomie
Vor der Erstbeschreibung durch Stejneger war die Jamaika-Boa als Chilabothrus inornatus, Syn.: Epicrates inornatus (Puerto-Rico-Boa) bekannt. Der Vergleich einiger Exemplare von beiden Inseln überzeugte Stejneger davon, dass es sich um unterschiedliche Arten handelte, so dass er sich gezwungen sah einen neuen Namen zu vergeben.